# Петропавловка (Крым)
Петропа́вловка (укр. Петропавлівка, крымскотат. Petropavlovka, Петропавловка) — село в Симферопольском районе Республики Крым, входит в состав Добровского сельского поселения (согласно административно-территориальному делению Украины — Добровского сельского совета Автономной Республики Крым).

## Население
| 2001 | 2014 |
| ---- | ---- |
| 91   | →91  |

Всеукраинская перепись 2001 года показала следующее распределение по носителям языка
| Язык             | Процент |
| ---------------- | ------- |
| русский          | 94,51   |
| крымскотатарский | 4,4     |
| украинский       | 1,1     |
| другие           |         |

### Динамика численности
- 1989 год — 73 чел.[10]
- 2001 год — 91 чел.
- 2009 год — 100 чел[11].
- 2014 год — 113 чел.

## Современное состояние
В Петропавловке 1 улица — Садовая, площадь, занимаемая селом, 11,3 гектара, на которой в 30 дворах, по данным сельсовета на 2009 год, числилось 100 жителей.

## География
Село Петропавловка расположено в центре района, примерно в 9 километрах (по шоссе) на юго-восток от Симферополя, в 1 километре по региональной автодороге 35Н-536 от шоссе 35А-002 (граница с Украиной — Симферополь — Алушта — Ялта) до Петропавловки (по украинской классификации автодорога С-0-11338 от шоссе М-18 Харьков — Симферополь — Ялта), ближайшая железнодорожная станция Симферополь — примерно в 11 километрах. Село находится в горной части Крыма, на левой стороне долины реки Салгир в верхнем течении, высота центра села над уровнем моря — 339 м. В 1 километре к северо-востоку от Петропавловки располагается село Лозовое; в 1 километре к югу находится село Украинка. К северной, восточной и южной окраинам села примыкают дачные участки.
На территории населённого пункта имеется обнажение лавового потока Петропавловского палеовулкана.

## История
Есть версия, что Петропавловка была основана в XIX веке, как подворье симферопольского собора Св. Петра и Павла.
Первое документальное известие о селе относится к 1922 году, когда оно было обозначено на карте Крымского статистического управления, в составе ещё Подгородне-Петровского района Симферопольского округа. 11 октября 1923 года, согласно постановлению ВЦИК, в административное деление Крымской АССР были внесены изменения, в результате которых был ликвидирован Подгородне-Петровский район и образован Симферопольский и Петропавловку включили в его состав.
Согласно Списку населённых пунктов Крымской АССР по Всесоюзной переписи 17 декабря 1926 года, в селе Петропавловка, центре Джалман-Кильбурунского сельсовета (к 1940 году преобразованному в Джалманский) Симферопольского района, числилось 17 дворов, все крестьянские, население составляло 85 человек, все русские. Указом Президиума Верховного Совета РСФСР от 21 августа 1945 года сельсовет был переименован в Пионеровский. С 25 июня 1946 года Петропавловка в составе Крымской области РСФСР. В 1948 году, по решению исполкома, Петропавловка (колхоз «Новая жизнь») была передана Пригородненскому сельсовету, 26 апреля 1954 года Крымская область была передана из состава РСФСР в состав УССР, а 26 июня 1959 года село передано в Добровский сельсовет (на 15 июня 1960 года уже числилось в его составе). Указом Президиума Верховного Совета УССР «Об укрупнении сельских районов Крымской области», от 30 декабря 1962 года Симферопольский район был упразднён и село присоединили к Бахчисарайскому. 1 января 1965 года, указом Президиума ВС УССР «О внесении изменений в административное районирование УССР — по Крымской области», вновь включили в состав Симферопольского. По данным переписи 1989 года в селе проживало 73 человек. С 12 февраля 1991 года село в восстановленной Крымской АССР, 26 февраля 1992 года переименованной в Автономную Республику Крым. С 21 марта 2014 года в составе Крыма аннексирована Россией.